# ペル・ウーロフ・ヤンソン
ペル・ウーロフ・ヤンソン（Per Olov Jansson、1920年4月22日 - 2019年2月7日）は、フィンランドの写真家。

## 概要
スウェーデン系フィンランド人彫刻家の父ヴィクトル・ヤンソンと、画家の母シグネ・ハンマルステン＝ヤンソンの第2子として、フィンランドでは少数派であるスウェーデン語話者の家族にヘルシンキで生まれた。姉は、ムーミン小説・コミック・絵本やムーミン以外にも小説を書いたり、また画家でもあったトーベ・ヤンソンであり、弟もまた小説や姉と共にムーミンコミックを描いたラルス・ヤンソンである。
姉トーベがムーミン屋敷の模型をトゥーリッキ・ピエティラら友人たちと作った物がタンペレ市のムーミン博物館にあるが、彼は完成直後に細部を写真に収めておくと面白いと思い写真撮影をしておいた物があったが、姉トーベとその写真を見ているうちにこれを本にしたら面白かろうと言う事になり、写真にトーベが文章を書き1980年に出版をした『ムーミンやしきはひみつのにおい(スウェーデン語表記『Skurken i Muminhuset』フィンランド語表記『Outo vieras Muumitalossa』) 』という立体模型を使った写真絵本を完成させている。